# 12 Pułk Ułanów (Cesarstwo Niemieckie)
12 Pułk Ułanów (Litewski) (niem. Litthauisches Ulanen-Regiment Nr. 12)  – pułk kawalerii niemieckiej okresu Cesarstwa Niemieckiego.
Pułk został sformowany 7 maja 1860. Stacjonował w Wystruci . Wchodził w skład I Korpusu Armijnego .

 Wiosną 1914 był w strukturze 2 Brygady Kawalerii z 2 Dywizji Piechoty.

## Bibliografia

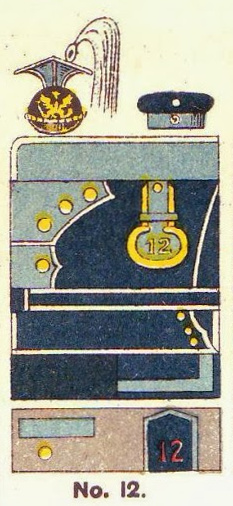
Oznaki pułku